# Moramanga
Moramanga est une commune urbaine malgache, chef-lieu du district de Moramanga, située dans la partie centre-sud de la région d'Alaotra-Mangoro.

## Géographie
Moramanga est une ville située au carrefour des routes qui relient Antananarivo à Toamasina (RN2), à Anosibe An'ala (RN23a) et à Ambatondrazaka (RN 44). Elle également desservie par la ligne ferroviaire Tananarive-Côte Est.
À 30 km de Moramanga se situent la réserve spéciale d'Analamazoatra et le parc national d'Andasibe-Mantadia.

## Histoire
La commune a été l’épicentre de l’insurrection malgache de 1947. Le massacre du train de Moramanga, le 5 mai 1947, est emblématique de la répression sanglante faisant suite à l'insurrection. Les officiers de l'Armée française donnent l'ordre, à minuit, de mitrailler trois wagons plombés où étaient enfermés 166 militants du Mouvement démocratique de la rénovation malgache (parti politique indépendantiste). La plupart des prisonniers sont tués, tandis que ceux qui survivent seront sommairement exécutés.

## Démographie
La commune urbaine de Moramanga comptait environ 36 867 habitants en 2006[réf. nécessaire]. Moramanga est classée parmi les villes à faible concentration humaine, avec une densité moyenne de 18,90 habitants par hectare. Toutefois, certains fokontany (Antanamandroso Ouest et Est, Camp des mariés) possèdent certains quartiers à très forte densité. Il est aussi à noter que la population de la ville de Moramanga est jeune : 38,2 % d’enfants de moins de dix ans et à 62,6 % de moins de dix-huit ans. Le Plan d’urbanisme directeur montre également que la proportion de personnes en âge de travailler est de seulement 31,45 %.[réf. nécessaire]

## Économie
À une dizaine de kilomètres nord-est de Moramanga, se trouve la mine d'Ambatovy, l'un des plus grands sites d'extraction de nickel et de cobalt au monde. Celle-ci emploie actuellement environ 10 000 personnes.

## Éducation
Le lycée privé « La Grâce Divine » s'est installé à Moramanga depuis 2006. L'Institution Marthe-Hervée, établissement également privé, possède des classes allant du jardin d'enfants à la terminale[réf. nécessaire]. Le Collège d'enseignement général de Moramanga Ambony s'est installé avec l'initiative de la circonscription scolaire de Moramanga depuis 1975.

## Religion
Moramanga est le siège d'un évêché catholique créé le 13 mai 2006. L'église du Sacré-Cœur, qui se trouve à côté de la place du Marché au centre-ville, est devenue cathédrale.
À 11 km de Moramanga (sur la route nationale allant vers Antananarivo) se trouve l'Église protestante Jésus-Christ de Madagascar Antsirinala Fanantenana. Depuis quelques années, d'autres religions[Lesquelles ?] sont venues s'installer dans la ville.